# 広島スバル
広島スバル（ひろしまスバル）は、広島県広島市西区に本社を置くSUBARUのディーラーである。

## 沿革
- 1958年12月 - 広島スバル自動車株式会社設立
- 1974年2月 - 福山スバル自動車株式会社設立
- 1999年10月1日 - 広島スバル自動車と福山スバル自動車が統合して、「広島スバル」が誕生。[2]
- 2009年 - 全国スバル販売店の再編により、山陰スバル、岡山スバル自動車、山口スバル、東四国スバル、四国スバルを傘下に置く統括事業会社となる。[3]

## 店舗
- 本社&中広店 - 広島市西区中広町1丁目3-17
- 中広店サービス工場 - 広島市西区小河内町2丁目8-1(旧中広店跡)
- 緑井店 - 広島市安佐南区緑井6丁目20-10
- 東雲店 - 広島市南区東雲本町3丁目5-24
- 五日市店 - 広島市佐伯区五日市中央6丁目2-48
- 廿日市店 - 廿日市市宮内727-3
- 尾道店 -  尾道市高須町1263-2
- 福山店 - 福山市明神町2丁目18-17
- 東広島店&カースポット東広島 - 東広島市西条町寺家3981-1